# Skiflug-Weltmeisterschaft 1988
Die 10. Skiflug-Weltmeisterschaft wurde vom 11. bis zum 13. März 1988 auf der Heini-Klopfer-Skiflugschanze im deutschen Oberstdorf ausgetragen. Nach 1973 und 1981 fand die WM zum dritten Mal im Stillachtal statt.

## Favoriten
Im Vergleich zur letzten Weltmeisterschaft gab es eigentlich nur eine Konstante unter den Favoriten, Superstar Matti Nykänen. Doch ausgerechnet der Finne wollte nach seinen drei olympischen Goldmedaillen von Calgary nicht zur WM anreisen. Erst am 9. März 1988, zwei Tage vor Trainingsbeginn, tauchte Nykänen zur Überraschung vieler Fachleute in Oberstdorf auf und erklärte seine Teilnahme. Nach seinem souveränen Erfolg bei der Vierschanzentournee mit dem Rekordvorsprung von 99 Punkten gegenüber Dauerrivale Jens Weißflog und seinen Olympiasiegen war dem Finnen offenbar etwas die Motivation abhandengekommen. Außerdem schwächelte die Konkurrenz und es war nicht leicht, wirkliche Favoriten auszumachen. Bei den Österreichern befanden sich der letzte Skiflugweltmeister Andreas Felder, der WM-Zweite Franz Neuländtner und Ernst Vettori im Formtief. Die beiden Letztgenannten sprangen nach einer miserablen Vierschanzentournee zeitweise sogar nur noch im Europacup und waren bei der WM gar nicht im Aufgebot. Auch bei der DDR-Mannschaft war die Erwartungshaltung niedrig. Bei der Tournee noch Zweiter gewesen, gerieten die Olympischen Spiele auch wegen einer dort erlittenen Trainingsverletzung für Jens Weißflog mit Platz neun und 31 zum Karrieretiefpunkt. Ausdruck der Nachwuchssorgen war auch der Umstand, dass sich für Calgary überhaupt nur zwei Springer qualifiziert hatten. Nach dem Abgang der Spitzenspringer Klaus Ostwald, Manfred Deckert und Holger Freitag sowie einem formschwachen Ulf Findeisen, der überdies bei der letzten Skiflug-WM schwer gestürzt war, kam nach Weißflog lange nichts. Da dieser wegen seiner Verletzung gar nicht an der WM teilnahm, entsandte die DDR ein Quartett von vier Nobodies mit dem Kombinierer Heiko Hunger an der Spitze, Durchschnittsalter 20,5 Jahre. So rückten neben den Finnen, die allerdings ohne die formschwachen Suorsa und Nikkola angereist waren, vor allem die wiedererstarkten Norweger ins Blickfeld. Vegard Opaas hatte bei der Nordischen Skiweltmeisterschaft ein Jahr zuvor ebenfalls in Oberstdorf Ort drei Medaillen gewonnen, Jon Inge Kjørum und Ole Gunnar Fidjestøl Olympiabronze mit der Mannschaft geholt. In Calgary liefen auch die Tschechoslowaken um Pavel Ploc zu großer Form auf, auf der Normalschanze gab es zwei Medaillen. Mit Jiří Malec hatte sich zu Parma, Ploc und Ladislav Dluhoš ein weiterer Topathlet gesellt. Darüber hinaus hatte die jugoslawische Mannschaft um Altmeister Primož Ulaga in Kanada nachhaltig mit zwei Medaillen auf sich aufmerksam gemacht. Mit Miran Tepeš, Matjaž Debelak und Matjaž Zupan hatten nun auch die Jugoslawen mehrere Eisen im Feuer.

## Modus
An beiden Wettkampftagen sollte jeder Teilnehmer drei Sprünge absolvieren, von denen die zwei am besten bewerteten Sprünge in die Wertung eingehen sollten. Nachdem aber am Freitag, dem 11. März der Trainingstag wegen starker Schneefälle auf den Samstag verschoben werden musste, geriet der Zeitplan ins Wanken. Zunächst sollte dann am Samstag, dem 12. März 1988 nach zwei Trainingssprüngen der erste Wertungstag durchgeführt werden. Nachdem auch am Samstag der erste Wertungstag nicht durchgeführt werden konnten, zählte letztlich nur der eine, am Sonntag, dem 13. März 1988, durchgeführte Wertungstag mit drei Sprüngen, von denen zwei in die Wertung gingen.

## Gesamtergebnis
Schon im ersten Durchgang zeigten die späteren Medaillengewinner, wer an diesem Tag die beste Form hatte. Dabei lebte der Wettkampf von Anfang an vom Duell Fidjestøl-Ulaga, in das Nykänen bei den ersten beiden Durchgängen wegen kürzerer Weiten nicht wirklich eingreifen konnte. Positiv überraschte der 18-jährige Österreicher Werner Schuster, der mit 168 m im ersten Durchgang die drittgrößte Weite stand. Da er sich jedoch im weiteren Verlauf nicht steigern konnte, belegte er am Ende mit Weltrekordler Piotr Fijas und Jon Inge Kjørum gemeinsam Platz sieben. Der letzte Durchgang bot noch einmal Dramatik pur und die Leistungen der Springer waren in diesem Durchgang die Besten. Nykänen gelang ein Sprung über 180 m, den Fidjestøl mit 181 m konterte. Ulagas 179 m reichten am Ende nur für den zweiten Platz, der Slowene wertete diesen Erfolg aber höher als sein Olympiasilber. Durch Weiten über die 160-Meter-Marke verbesserten sich noch einige Springer, so dass z. B. der bis dahin eher unbekannte Günther Stranner als bester Österreicher Platz fünf belegte. Thomas Klauser belegte durch 170 m im dritten Durchgang als bester bundesdeutscher Springer Rang elf. Zu den Geschlagenen zählte in erster Linie Ex-Weltmeister Andreas Felder, der aus seinem Formtief nicht herauskam und Platz 33 belegte. Auch Tuomo Ylipulli, 1986 noch Fünfter, konnte mit Platz 37 sein Leistungsvermögen nicht abrufen.
Quelle:
| Platz | Name                 | Land             | Weiten (in m) | Punkte |
| ----- | -------------------- | ---------------- | ------------- | ------ |
| 01.   | Ole Gunnar Fidjestøl | Norwegen         | 178/176/181   | 364,0  |
| 02.   | Primož Ulaga         | Jugoslawien      | 178/173/179   | 361,0  |
| 03.   | Matti Nykänen        | Finnland         | 168/168/180   | 355,5  |
| 04.   | Pavel Ploc           | Tschechoslowakei | 159/166/172   | 342,0  |
| 05.   | Günther Stranner     | Österreich       | 166/156/169   | 337,5  |
| 06.   | Jiří Parma           | Tschechoslowakei | 167/159/156   | 334,5  |
| 07.   | Piotr Fijas          | Polen            | 146/169/163   | 334,0  |
|       | Jon Inge Kjørum      | Norwegen         | 164/163/164   | 334,0  |
|       | Werner Schuster      | Österreich       | 168/162/162   | 334,0  |
| 10.   | Matjaž Zupan         | Jugoslawien      | 165/166/166   | 333,5  |
| 11.   | Trond Jøran Pedersen | Norwegen         | 165/157/165   | 329,5  |
|       | Thomas Klauser       | BR Deutschland   | 148/158/170   | 329,5  |
| 13.   | Heikki Ylipulli      | Finnland         | 129/164/157   | 321,0  |
| 14.   | Jan Boklöv           | Schweden         | 144/164/158   | 319,5  |
| 15.   | Matjaž Debelak       | Jugoslawien      | 163/153/157   | 318,5  |
| 16.   | Franz Wiegele        | Österreich       | 143/150/167   | 314,0  |
| 17.   | Ladislav Dluhoš      | Tschechoslowakei | 145/149/163   | 309,5  |
| 18.   | Zbigniew Klimowski   | Polen            | 150/158/151   | 307,0  |
| 19.   | Wolfgang Margreiter  | Österreich       | 119/151/158   | 306,0  |
| 20.   | Heiko Hunger         | DDR              | 155/148/153   | 302,5  |
| 21.   | Vegard Opaas         | Norwegen         | 145/150/156   | 301,5  |
| 22.   | Josef Heumann        | BR Deutschland   | 128/151/154   | 300,0  |
| 23.   | Per-Inge Tällberg    | Schweden         | 152/149/153   | 299,5  |
| 24.   | Miran Tepeš          | Jugoslawien      | 142/149/150   | 295,5  |
| 25.   | Mike Holland         | USA              | 143/143/156   | 293,0  |
| 26.   | Jan Kowal            | Polen            | 128/142/156   | 293,0  |
| 27.   | Jiří Malec           | Tschechoslowakei | 127/146/155   | 291,5  |
| 28.   | Didier Mollard       | Frankreich       | 138/123/159   | 288,5  |
| 29.   | Rolf Schilli         | BR Deutschland   | 130/145/149   | 287,0  |
| 30.   | René Kummerlöw       | DDR              | 149/141/130   | 284,0  |
| 31.   | Eric Breche          | Frankreich       | 143/122/149   | 282,0  |
| 32.   | Ted Langlois         | USA              | 117/148/142   | 281,5  |
| 33.   | Andreas Felder       | Österreich       | 147/136/142   | 278,5  |
| 34.   | Sadao Shimizu        | Japan            | 103/145/143   | 278,0  |
| 35.   | Risto Laakkonen      | Finnland         | 129/133/146   | 268,5  |
| 36.   | Guntram Kraus        | DDR              | 131/123/142   | 262,0  |
| 37.   | Tuomo Ylipulli       | Finnland         | 126/117/147   | 261,0  |
| 38.   | Mike Arnold          | DDR              | 132/118/141   | 260,0  |
| 39.   | Gérard Balanche      | Schweiz          | 101/115/153   | 255,5  |
| 40.   | Christian Hauswirth  | Schweiz          | 95/118/144    | 247,0  |
| 41.   | Jarosław Mądry       | Polen            | 124/120/130   | 235,0  |
| 42.   | Andreas Bauer        | BR Deutschland   | 125/117/122   | 228,5  |
| 43.   | Fabrice Piazzini     | Schweiz          | 118/111/125   | 223,0  |
| 44.   | Thomas Kindlimann    | Schweiz          | 104/122/119   | 219,5  |
| 45.   | Florian Trèves       | Frankreich       | 110/118/119   | 217,0  |
| 46.   | Yasuhide Miyazaki    | Japan            | 106/118/101   | 204,5  |
| 47.   | Takayuki Sasaki      | Japan            | 96/104/116    | 195,0  |
| 48.   | Nicolas Jean-Prost   | Frankreich       | 100/108/105   | 188,5  |
| 49.   | László Fischer       | Ungarn           | 105/103/108   | 184,5  |
| 50.   | Toshiaki Tao         | Japan            | 93/96/107     | 171,0  |